# Susanna Roald
Susanna Roald, född 21 juli 1991 i Stockholm, är en svensk skådespelerska. Hon är syster till Aurora Roald och Styrbjörn Roald, båda skådespelare. 
Susanna Roald inledde sin skådespelarbana 2004 då hon som tioåring spelade rollen som Tjorven i Fjäderholmsteaterns uppsättning av Vi på Saltkråkan. Där spelade hon mot bland annat Uffe Larsson (i rollen som Farbror Melker) och Ebba Hultkvist (i rollen som Malin). Sedan dess har Susanna Roald spelat i filmer som 7x - lika barn leka bäst och tv-serier som Gustafsson 3tr. Hon har även dubbat film och tv-serier för Disney Channel (filmen Geek Charming och tv-serien Mouk), Nickelodeon (tv-serien Edgar & Ellen) och SVT (bland annat live-action serien MI: High). 2011 tog Roald studenten från teaterlinjen på Södra Latins Gymnasium. 

## Filmografi
- 2010 – 7x - lika barn leka bäst
- 2013 – Krigarnas Ö

## TV
- 2011 – Gustafsson 3tr
- 2012 – Kontoret

## Dubbat
- 2012 – Geek Charming
- 2012 – Mouk
- 2011 – MI: High
- 2009 – Edgar & Ellen